# Tony Robbins
Anthony J. Robbins (North Hollywood, California; 29 de febrero de 1960) es un orador motivacional y "coach de vida" estadounidense que creó un imperio empresarial multifacético predicando un evangelio de automejora.
Robbins nació como Anthony J. Mahavorick en una familia de clase trabajadora. En su infancia adoptó el apellido de un padrastro. Durante su juventud, descubrió que tenía un talento para hablar en público y comenzó a leer las obras de escritores inspiradores como Ralph Waldo Emerson y Dale Carnegie. Robbins no asistió a la universidad, sino que tomó un trabajo organizando seminarios para el orador motivacional Jim Rohn. También se formó con John Grinder, un lingüista y codesarrollador de la "modelación," una técnica mediante la cual un aprendiz alcanza el éxito copiando de cerca el comportamiento consciente e inconsciente de una persona exitosa.
A principios de la década de 1980, Robbins comenzó a realizar sus propios seminarios, que llegaron a ser descritos como reuniones de avivamiento secular. El régimen de Grinder, llamado Programación Neuro-Lingüística, incluía caminar sobre brasas como un refuerzo de confianza, y Robbins comenzó a incorporar esta experiencia en sus propios programas. (En un truco célebre, guio a Oprah Winfrey a través de una caminata sobre brasas). Fue ganando seguidores escribiendo libros y, más tarde, produciendo audiolibros, infomerciales televisivos, DVDs y aplicaciones para teléfonos inteligentes. En 2010, fue el anfitrión de un programa de televisión de realidad de corta duración, Breakthrough with Tony Robbins.
Como orador motivacional, Robbins se enfocó cada vez más en el éxito financiero en los últimos años y adaptó sus servicios específicamente para emprendedores, propietarios de negocios y personas adineradas. Su evento general más notable era una reunión anual de seis días a la que asistían miles de participantes, cada uno de los cuales pagaba miles de dólares por un asiento.
Los libros de Robbins incluyen Unlimited Power: The New Science of Personal Achievement (1986); Awaken the Giant Within: How to Take Immediate Control of Your Mental, Emotional, Physical & Financial Destiny (1991); y Money—Master the Game: 7 Simple Steps to Financial Freedom (2014). Unshakeable: Your Financial Freedom Playbook (2017) y The Path: Accelerating Your Journey to Financial Freedom (2020) fueron escritos junto con Peter Mallouk. La película documental Tony Robbins: I Am Not Your Guru, dirigida por Joe Berlinger, fue lanzada en 2016.

## Primeros años
Robbins nació como Anthony J. Mahavoric en North Hollywood, California, el 29 de febrero de 1960.  Robbins es el mayor de tres hijos y sus padres se divorciaron cuando él tenía 7 años. Su madre se volvió a casar (más de una vez), incluido un matrimonio con Jim Robbins, un exjugador de béisbol semiprofesional.
Durante la escuela secundaria en 1960, Robbins creció diez pulgadas, un crecimiento acelerado que luego se atribuyó a un tumor pituitario. Ha dicho que su vida hogareña era "caótica" y "abusiva". Cuando tenía diecisiete años se fue de casa y nunca regresó. Robbins luego trabajó como conserje y no asistió a la universidad.

## Carrera

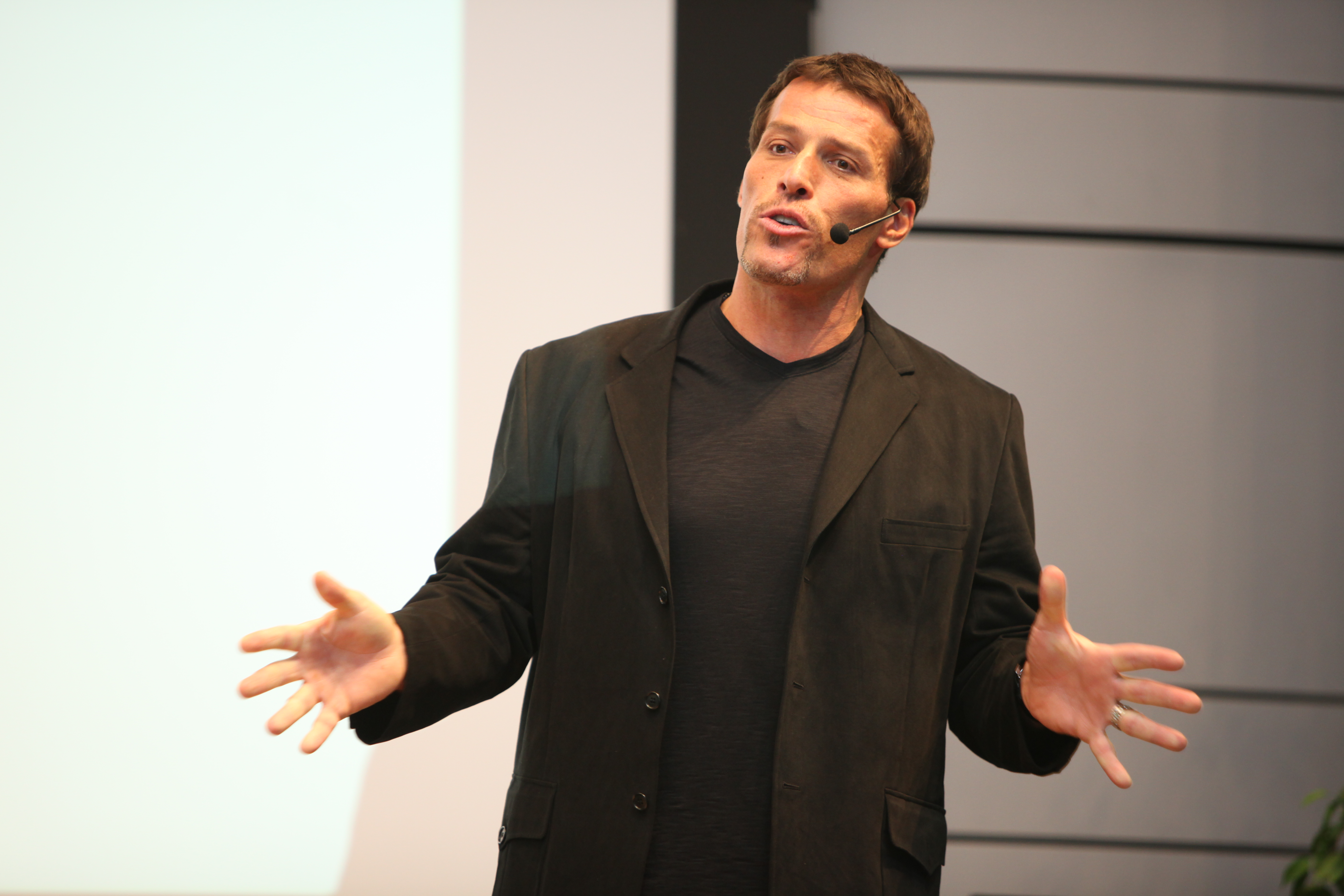
Tony Robbins en una conferencia.

Nacido como Anthony J. Mahavoric, en una familia de origen croata, llegó a ser bien conocido a través de sus infomerciales y libros de autoayuda, Poder sin límites. Robbins escribe sobre temas como la salud y la energía, los temores de la superación, la comunicación persuasiva, y sobre cómo mejorar las relaciones. Robbins comenzó su carrera en el aprendizaje de muchos oradores de motivación diferentes, y promueve seminarios de su mentor personal, Jim Rohn. Está profundamente influenciado por la programación neurolingüística y una variedad de coaching estratégico.
El trabajo de Robbins ha formado parte de los medios de comunicación más importantes, incluyendo medios tales como Time, Newsweek, Fortune, Forbes, Life, GQ, Vanity Fair, Business Week, Tycoon and Success magazines, la CBS Evening News, NBC News, Fox News, CNN y A&E, así como periódicos, programas de radio, y medios de comunicación de Internet en todo el mundo. Robbins ha sido mencionado o ha aparecido en 15 películas importantes, incluyendo un cameo en la exitosa película "Shallow Hal". en el año 2007, fue nombrado en la lista de la revista Forbes "Celebrity 100".
Sus programas han llegado a más de cuatro millones de personas de 100 países alrededor del mundo.
Anthony Robbins se ubicó entre los "Top 50 Business Intellectuals in the World" por el Instituto de Accenture para el Cambio Estratégico. Robbins habló en Harvard Business School y fue clasificado por la escuela entre los “Top 200 Business Gurus” (Harvard Business School Press, 2003).
En julio de 2010, NBC debutó  Tony Robbins: Life Coach, un reality show donde Robbins ayuda a los participantes del programa a enfrentar sus desafíos personales. Pero se canceló en marzo de 2012 después de emitir dos de las seis temporadas previstas, debido a una baja audiencia.

### Acusaciones de acoso y abuso sexual en 2019
En mayo de 2019, una investigación de BuzzFeed News detalló acusaciones contra Robbins de su acoso sexual a los fanáticos y miembros del personal, como manosear a los fanáticos en eventos, exponer sus genitales a sus asistentes y acosar sexualmente a los fanáticos. En ese momento, nueve mujeres habían acusado públicamente a Robbins de conducta sexual inapropiada. Robbins negó las acusaciones.
En noviembre de 2019, BuzzFeed News publicó un artículo de seis partes acusando a Robbins de abusar sexualmente de una adolescente durante su tiempo como "orador estrella" en SuperCamp, un campamento de verano de élite en el sur de California. El artículo afirma que los hechos ocurrieron en 1985 cuando Robbins tenía 25 años, y que hubo al menos dos testigos presenciales. Otros medios de comunicación también informaron sobre estas acusaciones. Los Robbins negaron haber actuado mal y presentaron una demanda en BuzzFeed News en Irlanda. En respuesta, BuzzFeed News dijo que defiende sus informes y sugirió que la decisión de Robbins de presentar la citación en Irlanda fue un "abuso" de la corte irlandesa.

## Productos

### Libros
- Robbins, Anthony (1983). Unlimited Power: The New Science of Personal Achievement. New York: Simon & Schuster. pp. 448 pages. ISBN 0-684-84577-6. Consultado el 4 de enero de 2008.

Traducido al español como Poder sin límites
- Robbins, Anthony (1992). Awaken the Giant Within. New York: Simon & Schuster. pp. 544 pages. ISBN 0-671-79154-0. Consultado el 20-09-2

007.
Traducido al español como Despertando al gigante interior
- Robbins, Anthony (1994). Giant Steps. New York: Fireside. pp. 416 pages. ISBN 0671891049. Consultado el 20 de septiembre de 2007.
- Robbins, Anthony (1995). Notes from a Friend: A Quick and Simple Guide to Taking Control of Your Life. New York: Fireside. pp. 112 pages. ISBN 068480056X. Consultado el 2 de septiembre de 1997.

Traducido al español como Mensaje a un amigo: cómo hacerse cargo de la propia existencia
- [18]

Traducido al español como Dinero: domina el juego: Cómo alcanzar la libertad financiera en 7 pasos
- Robbins, Anthony & Mallouk, Peter (2019). Unshakeable: Your Financial Freedom Playbook. New York: simon & schuster. pp. 256 pages. ISBN 978-1-5011-6458-3.

Traducido al español como Inquebrantable | Imbatible

### CD/DVD
- Robbins, Anthony (2006). The Edge: The Power to Change Your Life Now. Megaforce / Nightingale-Con. pp. DVD.
- Robbins, Anthony (2002). Live with Passion!: Stategies for Creating a Compelling Future. Simon & Schuster. ISBN 0-7435-2521-3.
- Robbins, Anthony (2001). Get The Edge (incl. Personal Power Classic Edition). Guthy-Renker.
- Robbins, Anthony (2000). Get The Edge. Guthy-Renker.
- Robbins, Anthony (1998). Lessons in Mastery. Simon & Schuster Audio/Nightingale-Con. ISBN 0-7435-2515-9.
- Robbins, Anthony (1996). Personal Power Classic Edition. Guthy-Renker.

### Películas o filmes
- Shallow Hal (2001), traducido al español como "Amor ciego".
- I Am Not Your Gurú (2016), traducido al español como "Yo no soy tu gurú".
- Eating Our Way to Extinction (2021), traducido al español como "La dieta que nos conduce a la extinción".

## Asesorías
En su libro Despertando al gigante interior, Anthony Robbins recuerda reuniones con diversas celebridades, diciendo que eran sus estudiantes. Las personas que mencionó fueron  Nelson Mandela, Mijaíl Gorbachov, Bill Clinton, Margaret Thatcher, François Mitterrand y la Princesa Diana.  
- Robbins, Anthony (1992). Awaken the Giant Within. New York: Simon & Schuster. pp. 544 pages. ISBN 0-671-79154-0. Consultado el 20 de septiembre de 2007.

### Seminarios
Robbins organiza varios seminarios al año, la mayoría de ellos con un tema de "autoayuda" y "pensamiento positivo", con participación en caminatas de fuego, masajes, participación de la audiencia y ejercicios físicos. Uno de estos seminarios con el nombre "Date With Destiny" ("Cita con el destino") conforma el escenario principal del documental filmico "Tony Robbins: I Am Not Your Guru. 2016" ("Tony Robbins: Yo no soy tu gurú").

### Otros
- Living Health
- The Time of Your Life
- Mastering Influence
- The Ultimate Relationship Program (Robbins-Madanes)
- Leadership In Times of Crisis (Robbins-Madanes)
- Reclaiming Your True Identity (Robbins-Madanes)
- Conquering Overwhelming Loss (Robbins-Madanes)
- Personal Training System
- Unleash The Power Within